# L'Éruption du Vésuve (Volaire, Brest)
Pour les articles homonymes, voir L'Éruption du Vésuve.
L'Éruption du Vésuve est un tableau réalisé par le peintre français Pierre-Jacques Volaire vers 1771. De format vertical, cette huile sur toile est un paysage nocturne qui représente une éruption du Vésuve produisant un important panache à l'origine d'un orage. Au premier plan, des curieux contemplent ces phénomènes volcaniques depuis un quai, tandis qu'à côté d'eux des villageois pris de panique montent dans une barque. Depuis 1982, l'œuvre est conservée au musée des Beaux-Arts de Brest, à Brest, dans le Finistère

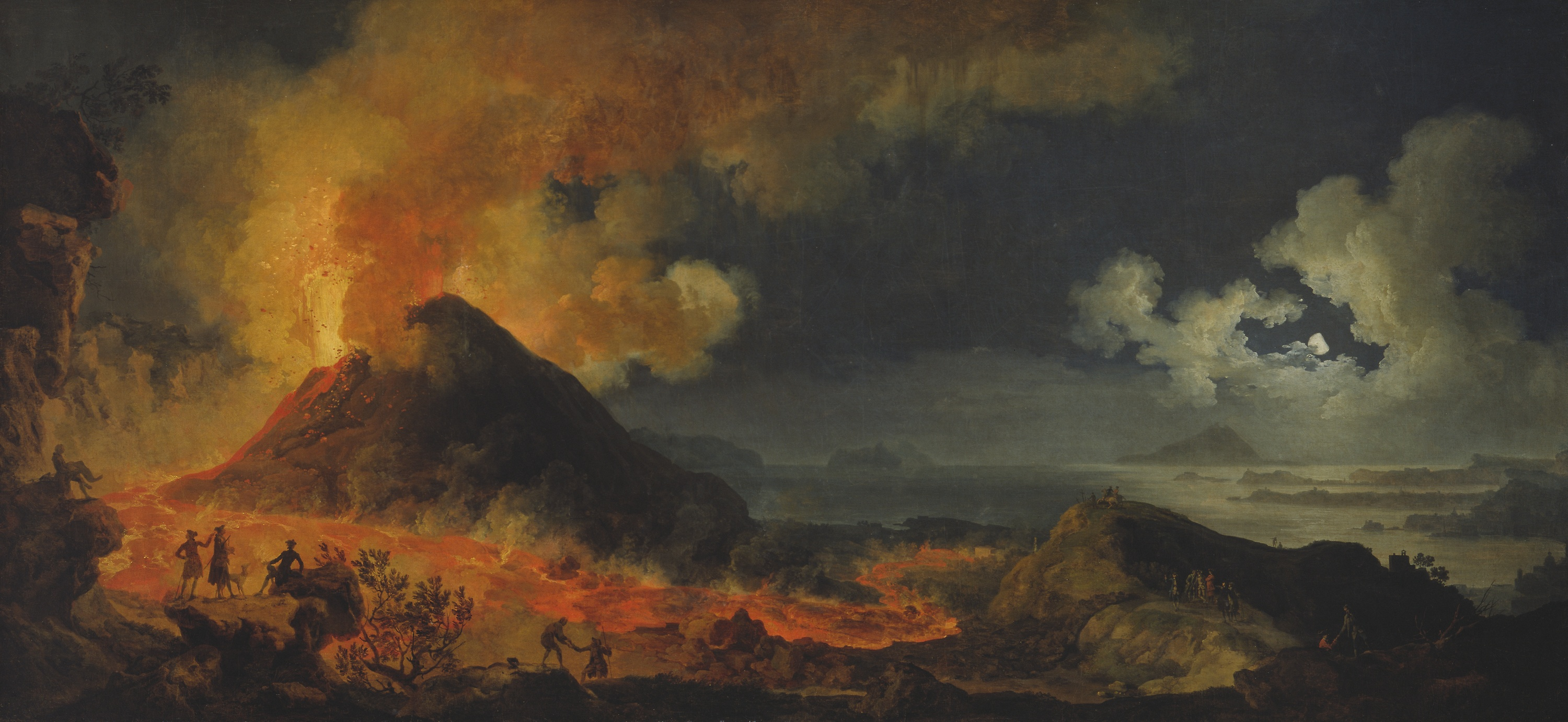
L'Éruption du Vésuve, 1771 – Art Institute of Chicago, Chicago.
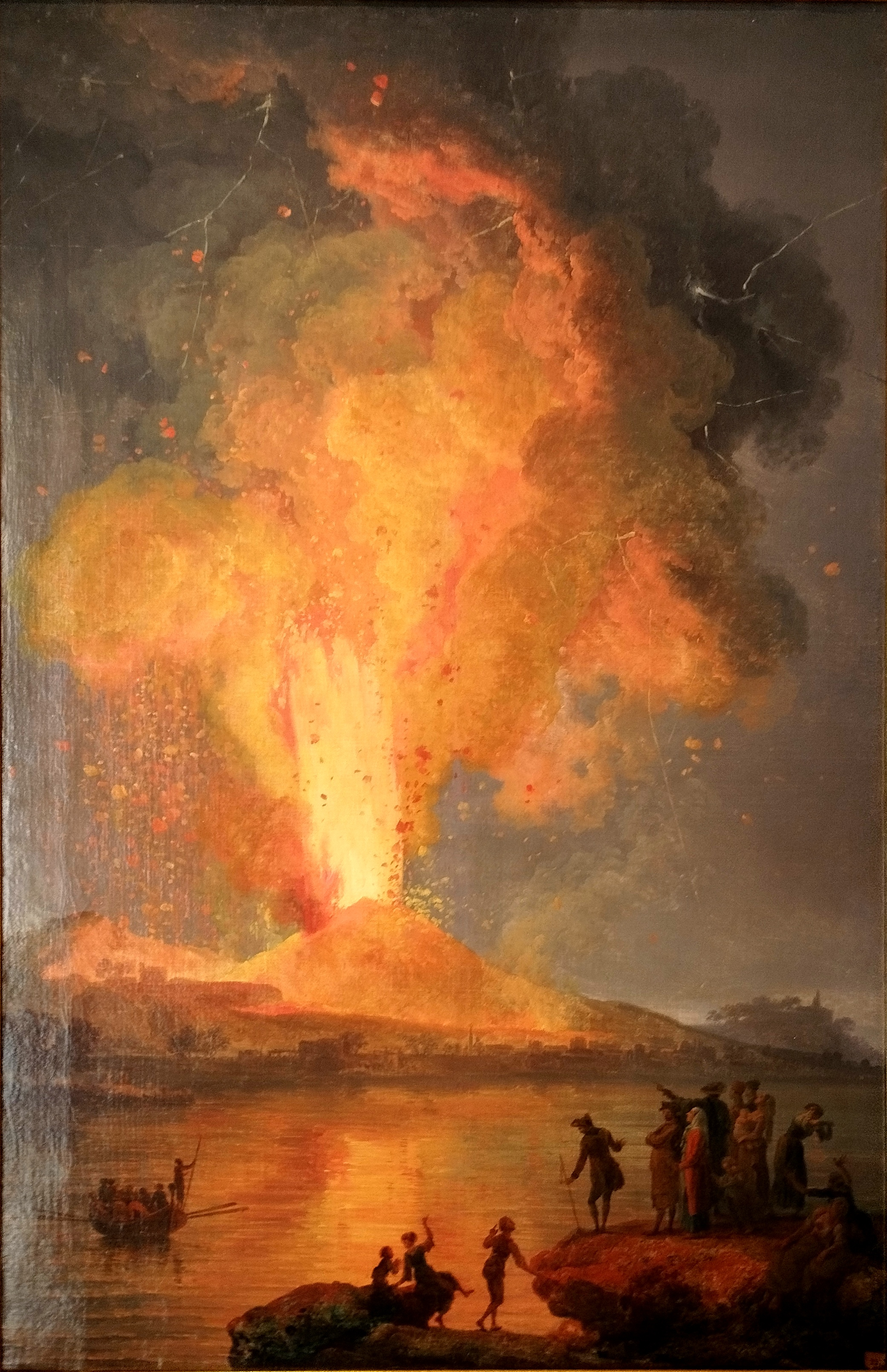
Éruption du Vésuve, 1785 – Musée d'Art de Toulon, Toulon.